# 莱里耶尔
莱里耶尔（法語：Lairière，法語發音：[lɛʁjɛʁ] ⓘ）是法国奥德省的一个市镇，属于卡尔卡松区。

## 地理
莱里耶尔（43°0'57"N, 2°29'5"E）面积13.08 平方千米，位于法国奧克西塔尼大區奥德省，该省份为法国南部沿海省份，北起塔恩省，西北接上加龙省，西接阿列日省，南至东比利牛斯省，东临地中海，东北与埃罗省接壤。
与莱里耶尔接壤的市镇（或旧市镇、城区）包括：布伊斯、洛凯河畔科内特、洛凯河畔克莱蒙、拉巴斯蒂德昂瓦勒、迈罗讷、蒙茹瓦、托里兹、维涅维埃耶、维莱特里图尔。

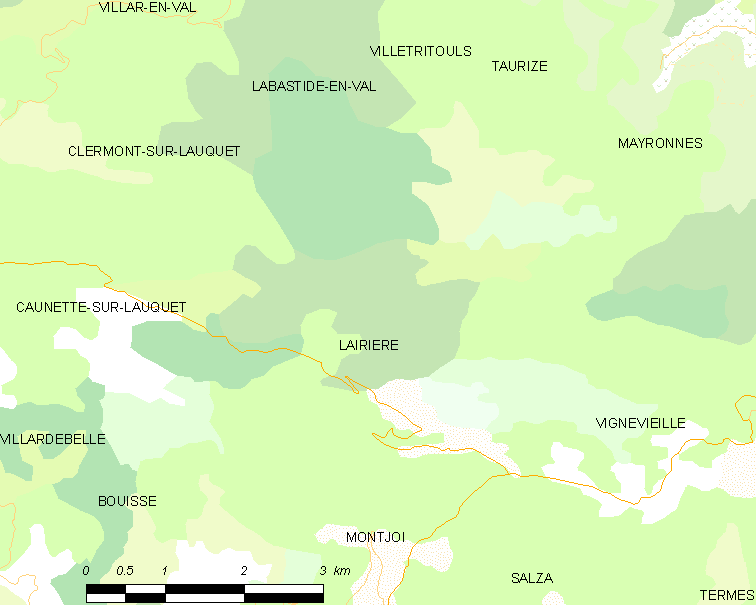
莱里耶尔的OSM定位图

莱里耶尔的时区为UTC+01:00、UTC+02:00（夏令时）。

## 行政
莱里耶尔的邮政编码为11330，INSEE市镇编码为11186。

## 政治
莱里耶尔所属的省级选区为莱科比耶尔县。

## 人口

1962-2008年间莱里耶尔人口变化图示

莱里耶尔于2022年1月1日时的人口数量为52人。